# Даннинг, Сибил
Си́бил Да́ннинг (нем. Sybil Danning), настоящее имя — Сиби́лле Йоха́нна Да́ннингер (нем. Sybille Johanna Danninger; 24 мая 1952, Вельс, Верхняя Австрия, Австрия) — австрийская актриса, кинорежиссёр, сценарист и кинопродюсер.

## Биография
Сибилле Йоханна Даннингер (настоящее имя Сибил Даннинг) родилась 24 мая 1952 года в Вельсе (земля Верхняя Австрия, Австрия) в семье американского, немецкого и датского происхождения. Отец Сибил уехал в США ещё до её рождения, а её мать позже вышла замуж за американского майора, что обеспечило ей кочевой образ жизни, в том числе по США.
В 14-летнем возрасте Сибил работала ассистентом стоматолога у своего дяди, а два года спустя она переехала в Вену (Австрия) из-за чрезмерной строгости дома.

## Карьера
В 1968 году Сибил дебютировала в кино, сыграв роль Лорелей в фильме «Ну, мои любимые птички». В 1980 году Даннинг сыграла роль Сэнт-Эксмин в фильме «Битва за пределами звёзд», за которую она получила премию «Сатурн» (1981) в номинации «Выдающиеся достижение». Всего она сыграла в 78-ми фильмах и телесериалах.
Во второй половине 1970-х и в 1980-х годах Сибил Даннинг снималась для популярных мужских журналов разных стран мира, включая Playboy, High Society, Prevue и ряд других.
Также Сибил является режиссёром, сценаристом и продюсером.

## Личная жизнь
С 1991 года Сибил замужем за Хорстом Лассе.

## Избранная фильмография
| Год  |   | Русское название                  | Оригинальное название                 | Роль            |
| ---- | - | --------------------------------- | ------------------------------------- | --------------- |
| 1968 | ф | Ну, мои любимые птички            | Komm nur, mein liebstes Vögelein      | Лорелей         |
| 1973 | ф | Три мушкетёра                     | The Three Musketeers                  | Юджини          |
| 1973 | ф | Эмигрант                          | L'emigrante                           | Памела          |
| 1974 | ф | Четыре мушкетёра: Месть миледи    | The Four Musketeers                   | Юджини          |
| 1975 | с | Деррик                            | Derrick                               | Ирина Хаузманн  |
| 1976 | ф | Божье оружие                      | God's Gun                             | Джинни          |
| 1979 | ф | Аэропорт-79: «Конкорд»            | The Concorde... Airport '79           | Эми             |
| 1979 | ф | Метеор                            | Meteor                                | лыжница         |
| 1980 | ф | Битва за пределами звёзд          | Battle Beyond the Stars               | Сэнт-Эксмин     |
| 1981 | ф | Саламандра                        | The Salamander                        | Лили Андерс     |
| 1983 | ф | Женщины за решёткой               | Chained Heat                          | Эрика           |
| 1983 | ф | Геркулес                          | Hercules                              | Ариадна         |
| 1983 | ф | Великолепная семёрка гладиаторов  | I sette magnifici gladiatori          | Юлия            |
| 1984 | ф | Они играют с огнём                | They're Playing with Fire             | Диана Стивенс   |
| 1984 | с | Каскадёры                         | The Fall Guy                          | Карина          |
| 1985 | ф | Малибу-экспресс                   | Malibu Express                        | графиня Лусиана |
| 1985 | ф | Вой 2                             | Howling II: Your Sister Is a Werewolf | Стирба          |
| 1986 | ф | Гробница                          | The Tomb                              | Джейд           |
| 1986 | ф | Девочки из исправительной колонии | Reform School Girls                   | надзирательница |
| 1987 | ф | Амазонки на Луне                  | Amazon Women on the Moon              | королева Лара   |
| 2007 | ф | Грайндхаус                        | Grindhouse                            | Гретхен Крупп   |
| 2007 | ф | Хэллоуин 2007                     | Halloween                             | медсестра Уайнн |
| 2009 | с | Логово                            | The Lair                              | фрау фон Хесс   |